# Ольшанівський Ігор Карлович
Ігор Ольшанівський (4 лютого 1930, Галич — 8 травня 1986, Лівінгстон) — громадський діяч української діаспори в США, учасник українського правозахисного руху. Засновник, перший президент і голова комітету неурядової правозахисної організації США «Американці в обороні людських прав України», співзасновник «Комітету Гельсінських гарантій для України» (КГГУ).

## Життєпис
Ігор Ольшанівський народився 4 лютого 1930 року у місті Галич в родині Карла Ольшанівського, що був «майстром муляровим».
1950 року Ольшанівський прибув до США. Служив у збройних силах США. Понад два роки служив в артилерії, брав участь у Корейській війні. Після звільнення з лав американської армії навчався у Нью-Йоркському університеті, де вивчав інженерну справу, а опісля працював як головний будівничий інспектор штату Нью-Джерсі. 1956 року одружився з Боженою Павлишин, з якою мав троє дітей: Уліту, Дору і Бориса.
На початку 1970-х років Ольшанівський долучився до акцій оборони українських політв'язнів. 1974 року заснував «Комітет оборони В. Мороза», який 1979 року було перейменовано на «Американці в обороні людських прав України». Координував правозахисні акції у східній частині США, проводив акції на захист прав Оксани Мешко, Юрія Шухевича, Миколи Горбаля, Йосипа Терелі, Миколи Руденка та багатьох інших, підтримував постійний зв'язок з американськими конгресменами та залучав їх до правозахисних акцій.
Організації, засновані за участі Ольшанівського, постійно вимагали дотримання прав політичних в'язнів в СРСР і оборону людських прав у поневоленій Україні. Ігор Ольшанівський разом з Боженою Ольшанівською, Андрієм Зваруном, Богданом Ясенем, Уляною Мазуркевич і Андрієм Каркоцем підтримували постійний зв'язок з Державним департаментом США та американськими конґресменами у справі ув'язнених членів Української Гельсінської групи (УГГ) та радянських репресій в Україні. Внаслідок цієї співпраці всі документи УГГ були перекладені на англійську мову і свідчення Андрія Зваруна перед Конґресом США у справі УГГ були опубліковані у збірниках Гельсінської комісії Конґресу США.
Ігор Ольшанівський і його дружина Божена підтримували постійний зв'язок з Державним департаментом США у справі ув'язнених членів УГГ. 29 квітня 1980 року Ольшанський був членом делегації Комітету Гельсінських гарантій для України на зустрічі з Президентом США Джиммі Картером і головою Ради національної безпеки США Збігнєвом Бжезінським.
Завдяки зусиллям Ольшанівського 2 серпня 1983 року 100 американських конгресменів написали листа до генерального секретаря ЦК КПРС Юрія Андропова на захист Оксани Мешко.
За ініціативи Ігоря та Божени Ольшанівських та за підтримки сенатора від Нью-Джерсі Білла Бредлі почали старання в Сенаті США щодо визнання злочинного Голодомору 1932—1933 років в Україні‚ які завершилися утворенням урядової комісії, очолюваної Джеймсом Мейсом, і прийняттям у Конґресі США постанови про Голодомор‚ яку підписав Президент Рональд Рейган у жовтні 1984 року.
1985 року Ігор Ольшанівський зайнявся обороною Івана Дем'янюка, якого звинувачували у співпраці з нацистами.
Ігор Ольшанівський, не дивлячись на недугу серця, безперервно працював в обороні людських прав. Через серцеву хворобу він помер у лікарні Лівінгстона (штат Нью-Джерсі) 8 травня 1986 року.